# Konstantin Vladimirovič Rodzaevskij
Konstantin Vladimirovič Rodzaevskij (in russo: Константин Владимирович Родзаевский; Blagoveščensk, 11 agosto 1907 – Mosca, 30 agosto 1946) è stato un politico russo, leader del Partito Fascista Russo, che guidò dall'esilio in Manciuria.

## Biografia

### Il fascismo nell'Estremo Oriente
Rodzaevskij nacque a Blagoveščensk, nella Siberia più orientale, da una famiglia della classe media. Nel 1925, all'età di 18 anni, fuggì dall'Unione Sovietica per recarsi in Manciuria. Ad Harbin si iscrisse all'Accademia di Legge e aderì alla neonata Organizzazione Fascista Russa fondata dal Professor N.I. Nikiforov. Essa raccolse numerosi emigrati giunti dall'URSS.
Il 26 maggio 1931 Rodzaevskij divenne Segretario Generale di una nuova formazione politica, il Partito Fascista Russo. Nel 1934, a seguito di un incontro a Tokyo con Anastasij Vonsjackij, la cosiddetta "Organizzazione Fascista Panrussa" fondata da quest'ultimo l'anno precedente ed il Partito Fascista Russo si fusero in un solo movimento, con a capo lo stesso Rodzaevskij. Tuttavia, appena un anno dopo, i due partiti si separarono nuovamente a causa di profondi dissidi interni.
Il principale modello politico di Rodzaevskij fu Benito Mussolini e, in genere, il fascismo italiano. A testimonianza di ciò, i militanti del partito indossavano camicie nere come i fascisti italiani, anche se, nello stesso tempo, uno dei simboli adottati dal movimento fu la svastica, utilizzata dai nazionalsocialisti. Altri emblemi ricorrenti negli ambienti del partito furono quelli tipici della tradizione dell'Impero russo. Come motto ufficiale si optò per
"Dio, Nazione, Lavoro!". Il partito si dotò anche di due organi di stampa, il Naš Put' (La Nostra Via) e il Nacija (Nazione). In questi due giornali Rodzaevskij scrisse anche degli articoli di contenuto antisemita.
Il movimento fu fornito di armi da parte dell'Esercito Imperiale Giapponese e istituì un'organizzazione internazionale, con sede centrale ad Harbin, allo scopo di riunire i simpatizzanti e gli appartenenti all'Armata Bianca. Ciò consentì a Rodzaevskij di costruire una rete di collegamenti in 26 nazioni del mondo, compresi gli USA. Fu così che il partito arrivò a contare 20 000 militanti, con 600 sezioni sparse per il mondo.

### Il Manciukuò e la Seconda guerra mondiale

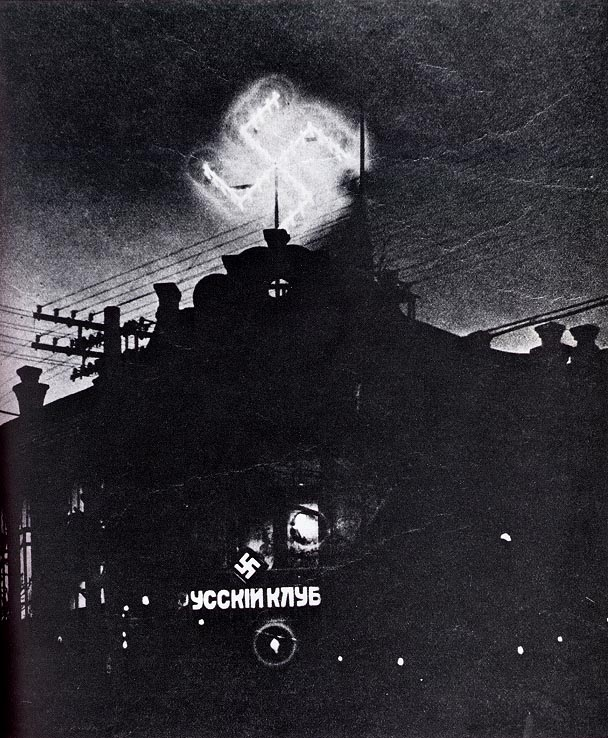
La svastica di Manzhouli.

A seguito della fondazione del Manciukuò, Rodzaevskij fece parte di un selezionato gruppo di ospiti che rese omaggio all'Imperatore Hirohito del Giappone, durante le celebrazioni del 2.600º anniversario della nascita dell'Impero del Sol Levante.
La trasformazione della Manciuria in uno Stato satellite giapponese, diede a Rodzaevskij un impulso ancora più aggressivo nei confronti dell'odiata Unione Sovietica. Egli ordinò che venisse installata una grande luce a neon a forma di svastica nei pressi di Manzhouli, a circa 3 chilometri dal confine sovietico. Essa avrebbe dovuto rappresentare una dimostrazione di forza antibolscevica e, a questo scopo, fu tenuta accesa giorno e notte.
Quello in cui sperava Rodzaevskij era la creazione di un fronte antisovietico composto da fascisti, uomini dell'Armata Bianca come il generale Vladimir Kislicyn e giapponesi, che fosse in grado di liberare la Russia dal dominio comunista. Questo proposito sembrò potersi concretizzare con la formazione del cosiddetto Distaccamento Asano, una forza speciale di soli russi interna all'Armata del Kwantung, organizzata per compiere azioni di sabotaggio antisovietico nel caso di invasione giapponese della Siberia. Tuttavia, allo scoppio della seconda guerra mondiale furono proprio i giapponesi a limitarne le azioni di sabotaggio. Sul finire del conflitto, il Partito Fascista Russo cessò di esistere.

### Il ritorno in Russia e la morte
Alla fine della guerra, forse come tentativo disperato di evitare l'esecuzione nel caso in cui fosse stato catturato dall'Armata Rossa, Rodzaevskij iniziò a sostenere che l'Unione Sovietica di Stalin si stesse trasformando in un regime nazionalista. Il 22 agosto 1945 si consegnò alle autorità sovietiche con questa lettera:
Tornato in URSS, dove gli fu promessa la libertà ed un lavoro presso un giornale sovietico, fu viceversa arrestato (assieme al compagno di partito Lev Ochotin), processato e condannato a morte. Il 30 agosto 1946 fu fucilato alla Lubjanka.
Nel 2001 è stato ripubblicato un suo libro dal titolo "L'ultima volontà di un fascista russo" (Завещание Русского фашиста, Zaveščanie russkogo fašista).